# 阿卡波内塔
阿卡波内塔是墨西哥纳亚里特州的一座城市，位于阿卡波内塔河畔，面积1667.7平方公里，人口34,665人（2005年）。